# David Belasco
David Belasco, ameriški pisatelj, režiser in gledališčnik - impresarij, * 25. julij 1853, San Francisco, ZDA, † 14. maj 1931, New York, ZDA.
Belasco je najbolj poznan kot avtor dram Madama Butterfly in Dekle z zlatega zahoda, ki sta služili skladatelju Giacomu Pucciniju za literarno predlogo njegovima operama.
1. 1 2  Person Profile // Internet Movie Database — 1990.
2. 1 2  Encyclopædia Britannica
3. ↑  American Jewish Year Book 5665 (1904–1905) — 1904. — Vol. 6. — P. 60.
4. ↑  Belasco, David // The Enciclopædia Britannica: New Volumes — 12 — London, NYC: 1922.
5. 1 2 3  Archivio Storico Ricordi — 1808.
6. ↑  Normativna kontrola Kongresne knjižnice — Library of Congress.